# Gemeinde
Gemeinde es la denominación de la entidad subnacional menor en Alemania, Suiza y Austria, que equivale a comuna o pequeño municipio, aunque por lo general un municipio cuenta con un ayuntamiento o un concejo, mientras que las Gemeinden carecen de él. Por otra parte tampoco es equivalente a una urbanización, ya que se trata de una entidad propia. La expresión die Gemeinde también significa, aproximadamente, parroquia o comunidad.
Muchos conjuntos de Gemeinden se agrupan para dar lugar a una Gemeindeverband, Samtgemeinde o Amt.